# Smittia superata
Smittia superata är en tvåvingeart som beskrevs av Maurice Emile Marie Goetghebuer 1939. Smittia superata ingår i släktet Smittia och familjen fjädermyggor. Arten är reproducerande i Sverige. Inga underarter finns listade i Catalogue of Life.